# Scolosanthus maestrensis
Scolosanthus maestrensis là một loài thực vật có hoa trong họ Thiến thảo. Loài này được Alain miêu tả khoa học đầu tiên năm 1959.